# Aplodinotus grunniens
Aplodinotus grunniens е вид лъчеперка от семейство Sciaenidae. Възникнал е преди около 13,6 млн. години по времето на периода неоген. Видът е незастрашен от изчезване.

## Разпространение и местообитание
Разпространен е в Гватемала, Канада, Мексико и САЩ.
Среща се на дълбочина около 3,6 m.

## Описание
На дължина достигат до 95 cm, а теглото им е максимум 24,7 kg.
Продължителността им на живот е около 13 години. Популацията на вида е стабилна.